# Imperij (glasbena skupina)
Imperij je slovenska rock skupina, ustanovljena leta 2013 v Ljubljani.
Leta 2016 je podpisala pogodbo z založno Dallas. leta 2019 je sodelovala na tekmovanju glasbenih skupin BOB (Battle of Bands) v medvoškem klubu Jedro. Leta 2022 se je zamenjala večina članov, leta 2023 je prišel še basist Robert Sršen.

## Člani
- Julij Klemenc - bobni
- Igor Gruden - ritem kitara
- Nejc Dolinar - lead kitara
- Robert Sršen - bas kitara

## Diskografija

### Studijski albumi
- 2068 (Dallas, 2016)
- Lutke (Dallas, 2018)
- Tisoče svetov (Dallas, 2021)

## Videospoti
- Strast/Passion (single, 2015)
- Ne vem (2068, 2015)
- Milena (2068, 2016)
- Pomladni dan (2068, 2016)
- Ona (2068, 2017)
- Odzven (2068, 2017)
- Lutke (Lutke, 2018)
- Žalostna (Lutke, 2018)
- Gospodar noči (Lutke, 2019)
- Selena (Lutke, 2019)
- Popotnik (single, 2020)
- Ples v dežju (single, 2020)
- Proti soncu (single, 2021)